# マーク・フェルドマン (免疫学者)
マーク・フェルドマン（Marc Feldmann, 1944年12月2日 - ）は、イギリスの免疫学者。オックスフォード大学教授。主な業績は関節リウマチならびに関連疾患に対する抗TNF療法の発見。

## 人物
ウクライナ・ソビエト社会主義共和国リヴィウのユダヤ人家庭に生まれた。父は会計士で、第二次世界大戦後にフランスを経て、8歳のときに一家はオーストラリアに移住した。1957年にメルボルン大学を卒業し、1972年にWalter and Eliza Hall Institute of Medical Researchから免疫学の博士号を取得した。渡英後、インペリアル・カレッジ・ロンドンで博士研究員となった。1985年ロンドン大学教授に就任。2011年から現職。
2006年王立協会フェロー選出。

## 受賞歴
- 2000年 - クラフォード賞
- 2003年 - ラスカー・ドゥベーキー臨床医学研究賞
- 2007年 - ワイス国際賞、欧州発明家賞
- 2008年 - 国際ポール・ヤンセン生物医学研究賞
- 2010年 - エルンスト・シエーリング賞
- 2014年 - ガードナー国際賞
- 2020年 - 唐奨
- 2024年 - ロイヤル・メダル

## 参照
- Professor Marc Feldmann (UK)
- Marc Feldmann